# Vaxknotterskinn
Vaxknotterskinn (Hyphodontia rimosissima) är en svampart som först beskrevs av Peck, och fick sitt nu gällande namn av Robert Lee Gilbertson 1963. Hyphodontia rimosissima ingår i släktet Hyphodontia och familjen Schizoporaceae.   Inga underarter finns listade i Catalogue of Life.
I den svenska databasen Dyntaxa används istället namnet Xylodon rimosissimus för samma taxon.  Arten är reproducerande i Sverige.